# Raten
Raten är ett bergspass i Schweiz.   Det ligger i kantonen Zug, i den centrala delen av landet, 90 km öster om huvudstaden Bern. Raten ligger 1 077 meter över havet.
Terrängen runt Raten är kuperad. Runt Raten är det ganska tätbefolkat, med 54 invånare per kvadratkilometer.. Närmaste större samhälle är Rapperswil, 15,2 km nordost om Raten. 
I omgivningarna runt Raten växer i huvudsak blandskog.